# 180 г. пр.н.е.
180 (сто и осемдесета) година преди новата ера (пр.н.е.) е година от доюлианския (Помпилийски) римски календар.

## Събития

### В Римската република
- Консули са Авъл Постумий Албин Луск и Гай Калпурний Пизон.
- Основана е колонията Лука с латинско гражданство за населението.[1]
- Тиберий Семпроний Гракх пристига с подкрепления в Испания и води кампания срещу келтиберите до 178 г. пр.н.е.[1][2]
- По предложение на народния трибун Луций Вилий е приет Lex Villia annalis (Вилиев закон), който въвежда изискване за минимална възраст при заемането на магистратските длъжности (43 години за консулите, 40 години за преторите и 37 за курулните едили) и изтичане от две години преди магистрата да може отново са бъде назначаван на длъжност.[3]

### В Македония
- Филип V Македонски екзекутира сина си Деметрий.[2]

### В Египет
- Владетелят от династията на Птолемеите в Египет Птолемей V Епифан е убит, а на трона се възкачва малолетният му син Птолемей VI като негов регент е майка му Клеопатра I.[2]

## Родени
- Аполодор, древногръцки писател, филолог и архитект (умрял ок. 120 г. пр.н.е.)
- Вириат, вожд на келтиберското племе лузитани (умрял ок. 139 г. пр.н.е.)
- Публий Муций Сцевола, римски политик и юрист, понтифекс максимус (умрял 115 г. пр.н.е.)
- Луций Целий Антипатър, римски юрист и историк (умрял 120 г. пр.н.е.)
- Панетий Родоски, философ стоик от Родос (умрял 110 г. пр.н.е.)
- Птолемей VIII, фараон от династията на Птолемеите в Египет (умрял 116 г. пр.н.е.)

## Починали
- Деметрий, македонски принц и син на Филип V Македонски
- Птолемей V, фараон от династията на Птолемеите в Египет (роден 210 г. пр.н.е.)
- Луций Валерий Флак (консул 195 пр.н.е.), римски политик